# Drosera moorei
Drosera moorei är en sileshårsväxtart som först beskrevs av Friedrich Ludwig Diels, och fick sitt nu gällande namn av A.Lowrie. Drosera moorei ingår i släktet sileshår, och familjen sileshårsväxter.
Artens utbredningsområde är:
- Ashmore-Cartieröarna.
- Western Australia.

Inga underarter finns listade i Catalogue of Life.